# Gonomyia ludibunda
Gonomyia ludibunda är en tvåvingeart som beskrevs av Alexander 1926. Gonomyia ludibunda ingår i släktet Gonomyia och familjen småharkrankar. Inga underarter finns listade i Catalogue of Life.